# Norvège aux Jeux olympiques d'hiver de 1980
La Norvège participe aux Jeux olympiques d'hiver de 1980, organisés à Lake Placid aux États-Unis. Cette nation prend part aux Jeux olympiques d'hiver pour la treizième fois de son histoire après sa présence à toutes les éditions précédentes. La délégation norvégienne, formée de 64 athlètes (55 hommes et 9 femmes), remporte dix médailles (une d'or, trois d'argent et six de bronze) et se classe au huitième rang du tableau des médailles.

## Médaillés
| Médaille                            | Nom                                                    | Discipline          | Épreuve                         |
| ----------------------------------- | ------------------------------------------------------ | ------------------- | ------------------------------- |
| Médaille d'or, Jeux olympiques      | Bjørg Eva Jensen                                       | Patinage de vitesse | 3 000 mètres femmes             |
| Médaille d'argent, Jeux olympiques  | Lars-Erik Eriksen Per Knut Aaland Ove Aunli Oddvar Brå | Ski de fond         | Relais hommes 4 × 10 kilomètres |
| Médaille d'argent, Jeux olympiques  | Kay Arne Stenshjemmet                                  | Patinage de vitesse | 1 500 mètres hommes             |
| Médaille d'argent, Jeux olympiques  | Kay Arne Stenshjemmet                                  | Patinage de vitesse | 5 000 mètres hommes             |
| Médaille de bronze, Jeux olympiques | Ove Aunli                                              | Ski de fond         | 15 kilomètres hommes            |
| Médaille de bronze, Jeux olympiques | Brit Pettersen Anette Bøe Marit Myrmæl Berit Aunli     | Ski de fond         | Relais femmes 4 × 4 kilomètres  |
| Médaille de bronze, Jeux olympiques | Frode Rønning                                          | Patinage de vitesse | 1 000 mètres hommes             |
| Médaille de bronze, Jeux olympiques | Terje Andersen                                         | Patinage de vitesse | 1 500 mètres hommes             |
| Médaille de bronze, Jeux olympiques | Tom Erik Oxholm                                        | Patinage de vitesse | 5 000 mètres hommes             |
| Médaille de bronze, Jeux olympiques | Tom Erik Oxholm                                        | Patinage de vitesse | 10 000 mètres hommes            |